# Nikon D300

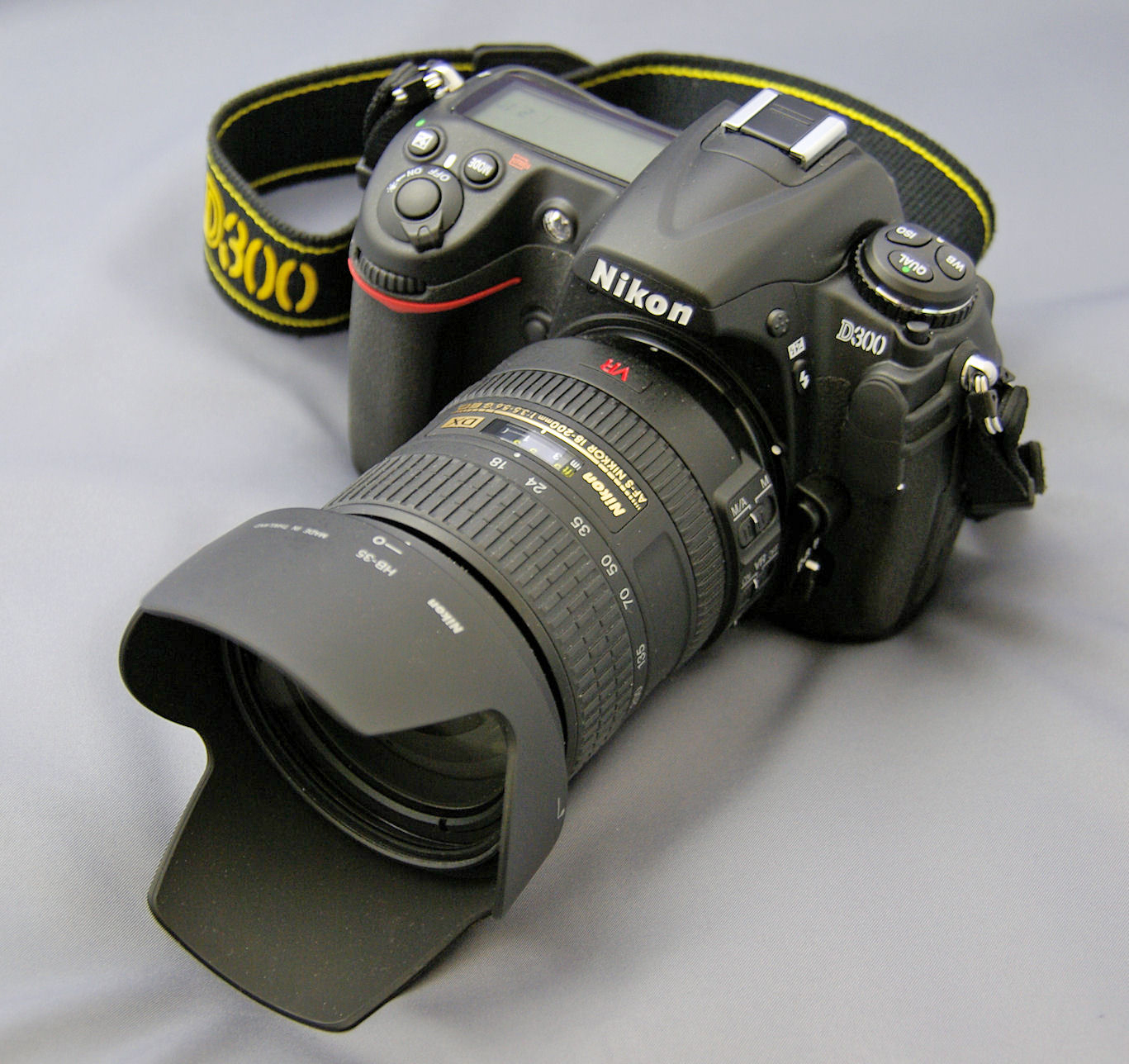

Nikon D300 — цифровий дзеркальний фотоапарат компанії Nikon, анонсований 23 серпня 2007 року. D300 відноситься до фотоапаратів середньої цінової категорії і позиціонується виробником як «професійна дзеркальна фотокамера нового класу», розраховану на «професіоналів з обмеженим бюджетом». Виробництво було припинене у вересні 2009 року.
Камера оснащена матрицею 23,6 × 15,8 мм формату Nikon DX з ультразвуковою системою видалення пилу та роздільною здатністю 12,3 мегапікселів (максимальна роздільна здатність знімка — 4288 x 2848). Підтримується збереження знімків у форматах JPEG, TIFF і NEF. Має швидкість зйомки до 8 кадрів на секунду при використанні батарейної ручки. Без неї максимальна швидкість — 6 кадрів на секунду. Використовується фазовий автофокус по 51 точці фокусування, або автофокус по контрасту в будь-якій точці.
Камера підтримує можливість перегляду зображення на VGA TFT-екрані в режимі реального часу. Фотоапарат має волого- і пилозахисний корпус з магнієвого сплаву. Кнопки, дверцята та роз'єми фотоапарата обрезинені.
На камері передбачений роз'єм HDMI для підключення до HD-відеоапаратури.